# 斎藤十朗
斎藤 十朗（齋藤 十朗、さいとう じゅうろう、1940年〈昭和15年〉2月5日 - 2025年〈令和7年〉3月17日）は、日本の政治家。位階は従二位、勲等は桐花大綬章。自由民主党所属。参議院議員（6期）、厚生大臣（66代）、参議院議長（21・22代）、自由民主党参議院議員会会長等を歴任した。
厚生大臣・警察庁長官を務めた斎藤昇は父。妻は表千家家元千宗左の妹。

## 来歴・人物
三重県伊賀市（旧伊賀町）出身。1958年（昭和33年）に東京教育大学附属中学校・高等学校（現・筑波大学附属中学校・高等学校）を卒業。
1962年（昭和37年）慶應義塾大学商学部卒業後、三井銀行、ロンドン大学留学を経て、父・昇の死去に伴う1972年（昭和47年）の参議院議員補選に父の後を継いで立候補して初当選する。連続当選6回。東京教育大学附属中学校・高等学校および慶應義塾大学では馬術部に所属し、慶應義塾大学馬術部では主将も務めた。東京オリンピックでは、馬術競技委員を務めた。
自民党内では田中派→竹下派→小渕派→橋本派に所属。大蔵政務次官、自民党社会部会長などを経て、1986年（昭和61年）に第3次中曽根内閣の厚生大臣として初入閣した（父・昇は第2次佐藤内閣・第3次佐藤内閣で厚相を務めており、親子2代での厚相就任となった）。また、自民党国会対策委員長、自民党参院幹事長、自民党参議院議員会長などを歴任。「参議院のプリンス」「ミスター参議院」と呼ばれる。橋本龍太郎の数少ない側近と言われた。1989年（平成元年）の参院選惨敗によるねじれ国会下で消費税廃止法案の審議で自民党参院幹事長として対応に苦慮していたが、「審議時間は長く取れても、最終的には採決・可決・衆議院送付せざるを得ない」と小沢一郎幹事長ら党執行部に対して話すことになり、消費税廃止法案が参議院本会議で可決された。
1995年（平成7年）に、55歳で第21代参議院議長に就任して、慣例に従い自民党の党籍を離脱した。また、この年より日本社会人団体馬術連盟会長も務める。1998年（平成10年）の改選時には異例の議長再任を果たした。この背景には斎藤の仲人をつとめた竹下登元首相の後押しもあった。議長として参議院改革に尽力し、押しボタン式投票を導入した。1999年（平成11年）8月12日の通信傍受法など「組織犯罪対策三法」採決では、野党が牛歩戦術を取った際、斎藤は議長職権で投票時間を制限して、牛歩を封じた。
2000年（平成12年）に参議院比例区で非拘束名簿式の導入を巡る選挙制度改革をめぐり、参議院の特別委員会において野党が委員会への委員名簿の提出を拒否する審議拒否戦術に出ると、斎藤は議長権限で野党の委員を選出した。同年10月19日、選挙制度改革の与野党調停に失敗し責任をとる形で議長を辞任した。その後もしばらくの間無所属のままでいたが2001年（平成13年）4月2日、自民党に復党。三重県連会長となる。2004年（平成16年）に、政界を引退した。第20回参議院議員通常選挙には津田健児が代わって立候補したが、民主党の芝博一に敗れた。3年前の第19回参議院議員通常選挙でも自民党候補は敗れており、これで自民党は参議院三重県選挙区での議席を失った。2013年第23回参議院議員通常選挙で吉川有美が勝利するまで、参議院一人区では数少ない自民党の空白区となっていた。政治家の年金未納問題が注目された際に年金の未納が発覚している。
議員引退後は、全国社会福祉協議会、中央共同募金会、全国老人クラブ連合会の各会長を務めている。また、2002年（平成14年）からは三重県遺族会会長も務め、三重県護国神社にも崇敬を寄せている。表千家同門会では1975年（昭和50年）より顧問、2005年（平成17年）より三重県支部特別顧問。2000年、日本棋院から大倉喜七郎賞を受賞。
2018年（平成30年）秋の叙勲で桐花大綬章を受章。
2025年（令和7年）3月17日16時15分、急性心筋梗塞のため、兵庫県西宮市の病院で死去した。85歳没。死没日付をもって従二位に叙された。

## 選挙歴
| 当落                        | 選挙                     | 施行日         | 選挙区       | 政党       | 得票数  | 得票率 | 得票順位 /候補者数 | 比例区 | 比例順位 /候補者数 |
| --------------------------- | ------------------------ | -------------- | ------------ | ---------- | ------- | ------ | ------------------ | ------ | ------------------ |
| 当                          | 第8回参議院議員補欠選挙  | 1972年10月22日 | 三重県地方区 | 自由民主党 | 326,569 | 65.6   | 1/3                | -      | -                  |
| 当                          | 第10回参議院議員通常選挙 | 1974年7月7日   | 三重県地方区 | 自由民主党 | 384,553 | 50.0   | 1/4                | -      | -                  |
| 当                          | 第12回参議院議員通常選挙 | 1980年6月22日  | 三重県地方区 | 自由民主党 | 521,402 | 58.7   | 1/3                | -      | -                  |
| 当                          | 第14回参議院議員通常選挙 | 1986年7月6日   | 三重県選挙区 | 自由民主党 | 527,493 | 57.8   | 1/3                | -      | -                  |
| 当                          | 第16回参議院議員通常選挙 | 1992年7月26日  | 三重県選挙区 | 自由民主党 | 373,960 | 53.4   | 1/3                | -      | -                  |
| 当                          | 第18回参議院議員通常選挙 | 1998年7月12日  | 三重県選挙区 | 無所属     | 389,400 | 45.8   | 1/4                | -      | -                  |
| 当選回数6回 （参議院議員6） |                          |                |              |            |         |        |                    |        |                    |